# Stand van de Zon
Stand van de zon is een Nederlandse documentaire uit 2001 van regisseur Leonard Retel Helmrich. De rolprent ging op 1 maart 2001 in première.
De documentaire gaat over drie generaties mensen uit dezelfde christelijke familie die leven in het grootste moslimland ter wereld, Indonesië. 

## Schrijvers
- Leonard Retel Helmrich
- Hetty Naaijkens-Retel Helmich

## Prijzen
- Audience Award Visions du Réel Nyon 2002 - Nyon, Zwitserland
- Award Prix SRG SSR Idée Suisse 2002 - Zwitserland
- Grand Prix of the Jury Maremma Doc Festival Pal Mares 2002
- Audience Award 7th International Film Festival Split 2002
- Gouden Beeld Beste TV-documentaire 2003